# Hubert Reeves

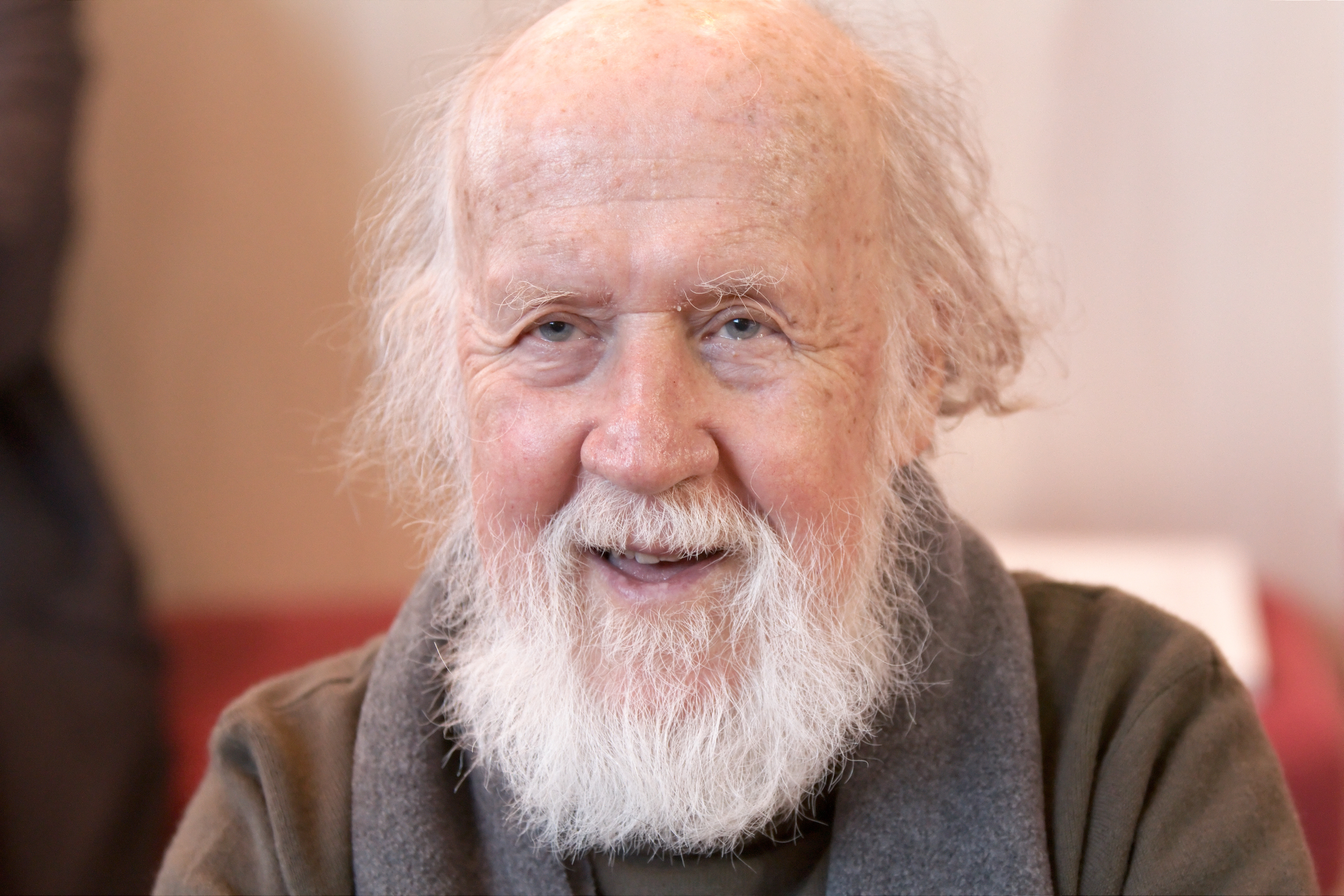
Hubert Reeves, 2010

Hubert Reeves (ur. 13 lipca 1932 w Montrealu, zm. 13 października 2023 w Paryżu) – kanadyjski astrofizyk i popularyzator nauki. Uczęszczał do Collège Jean-de-Brébeuf, prestiżowego francuskojęzycznego college'u w Montrealu. Od 1965 roku jest kierownikiem badań w Centre national de la recherche scientifique. Później zamieszkał we Francji, gdzie często występował w programach telewizyjnych popularyzujących naukę.

## Życiorys
Reeves zdobył tytuł licencjata z fizyki na Université de Montréal w 1953 roku, następnie tytuł magistra na McGill University w 1955 roku oraz stopień doktora na Cornell University w 1960 roku. Jego rozprawa doktorska miała tytuł „Termojądrowe reakcje z udziałem średnio lekkich jąder”. W latach 1960–64 wykładał fizykę na Université de Montréal i pracował jako doradca NASA.

## Odznaczenia i wyróżnienia
- Towarzysz Orderu Kanady (2003)
- Oficer Orderu Kanady (1991)
- Oficer Narodowego Orderu Quebecu (1994)
- Komandor Legii Honorowej (2003, Francja)
- Oficer Legii Honorowej (1994, Francja)
- Kawaler Legii Honorowej (1986, Francja)
- Kawaler Narodowego Orderu Zasługi (1976, Francja)
- 2019: Prix Jules-Janssen (Francja)
- Asteroida (9631) Hubertreeves jego imienia